# Arcadia (Californie)
Pour les articles homonymes, voir Arcadia.
Arcadia est une ville du comté de Los Angeles, dans l'État de Californie aux États-Unis. Sa population s’élevait à 56 364 habitants lors du recensement de 2010, estimée à 58 799 habitants en 2017.
Arcadia est située dans la vallée de San Gabriel, à 32 km au nord-est du centre-ville de Los Angeles.

## Démographie
| Groupe            | Arcadia | Californie | États-Unis |
| ----------------- | ------- | ---------- | ---------- |
| Asiatiques        | 59,2    | 13,1       | 4,8        |
| Blancs            | 32,3    | 57,6       | 72,4       |
| Autres            | 4,2     | 17,4       | 6,4        |
| Métis             | 2,8     | 4,9        | 2,9        |
| Afro-Américains   | 1,2     | 6,2        | 12,6       |
| Amérindiens       | 0,3     | 1,0        | 0,9        |
| Total             | 100     | 100        | 100        |
|                   |         |            |            |
| Latino-Américains | 12,1    | 37,6       | 16,7       |

Selon l'American Community Survey, en 2010, 41,28 % de la population âgée de plus de 5 ans déclare parler une langue chinoise à la maison, 36,92 % déclare parler l'anglais, 7,81 % l'espagnol, 2,99 % le coréen, 1,16 % le tagalog, 1,11 % le vietnamien, 0,69 % l'hindi, 0,65 % l'arménien, 0,59 % l'arabe et 6,81 % une autre langue.
| 1910 | 1920  | 1930  | 1940  | 1950   | 1960   |
| ---- | ----- | ----- | ----- | ------ | ------ |
| 696  | 2 239 | 5 216 | 9 122 | 23 066 | 41 005 |

| 1970   | 1980   | 1990   | 2000   | 2010   | - |
| ------ | ------ | ------ | ------ | ------ | - |
| 45 138 | 45 993 | 48 290 | 53 054 | 56 364 | - |

## Source
- (en) Cet article est partiellement ou en totalité issu de l’article de Wikipédia en anglais intitulé « Arcadia, California » (voir la liste des auteurs).

1. ↑  (en) « Arcadia, CA Population - Census 2010 and 2000 », sur censusviewer.com.
2. ↑  (en) « Population of California - Census 2010 and 2000 », sur censusviewer.com.
3. ↑  (en) « Language spoken at home by ability to speak English for the population 5 years and over », sur factfinder.census.gov.
4. ↑  « Statistiques des États-Unis - Arizona - Profils des communautés de 2010 » (consulté en novembre 2020)